# Савинцев, Пётр Иванович
Петр Иванович Савинцев (29 июля 1921 — 20 августа 1996) — советский и российский композитор, общественный деятель.

## Биография
Родился 29 июля 1921 года в селе Лачиново Крапивенского района Новосибирской области (в настоящее время село Лачиново находится в Кемеровской области, которая образована 26 января 1943 года Указом Президиума Верховного Совета СССР путем выделением из Новосибирской области.) в семье рабочего-железнодорожника. В 1929 году поступил в среднюю школу в г. Белово Новосибирской области.
Имея прирождённый музыкальный слух, уже в 15 лет, в 1936 году, стал преподавателем музыки и пения в средней школе № 3 в посёлке Салаир Гурьевского района, где также обучался в средней школе № 24 и получил диплом с отличием по окончании в 1939 году.
В 1939 году поступил в Московский электромеханический институт инженеров железнодорожного транспорта им. Дзержинского, однако в этом же году поступил также в авиационное училище в г. Харькове по окончании которого в 1940 г. работал механиком, а затем помощником командира взвода до 1941 г. Во время войны в 20 лет был зачислен курсантом в школу пилотов в г. Гомель, которую затем закончил в г. Уфе в 1942 г. и был направлен в боевую школу летчиков-штурмовиков в г. Ульяновске, где затем был летчиком-инструктором до окончания войны.
В 1945 году по состоянию здоровья был демобилизован из летного состава, но затем в этом же году начальник Ульяновской военной авиационной школы пилотов Н. Г. Михевичев написал ходатайственное письмо директору Московской консерватории В. Я. Шебалину и декану композиторского факультета И. В. Способину с просьбой о зачислении П. Савинцева в Московскую консерваторию на композиторский факультет, отметив, что, «обладая незаурядными музыкальными способностями и не имея специального музыкального образования, П. Савинцев добивался освоения сложного музыкального искусства своим трудом-самообразованием», фактически предопределил его дальнейшую судьбу"
Затем судьба распорядилась так, что в 1945 г. он поступил в Музыкальное училище при Московской консерватории им. П. И. Чайковского, где обучался на теоретико-композиторском отделении до 1948 г.
В 1948 году поступил в Московскую консерваторию им. П. И. Чайковского в класс педагога Н. В. Рукавишниковой-Туманиной, а также в Московский Государственный Университет им. М. В. Ломоносова на исторический факультет. Однако сомнений никаких не было в выборе дальнейшего места обучения. Окончив в июле 1953 году обучение в Консерватории на теоретико-композиторском факультете и защитив диплом по теме «Опера Молчанова „Каменный цветок“ (к вопросу о сказочном жанре в советском оперном творчестве»), получил диплом с отличием по специальности «История музыки» и с присвоенной квалификацией музыковеда-историка. Во время учёбы дважды был сталинским стипендиатом и секретарем партийной организации факультета, принимал активное участие в общественно-политической жизни Консерватории.
В 1953 году поступил в очную аспирантуру Московской консерватории по специальности «История музыки» и под научным руководством Н. В. Рукавишниковой-Туманиной начал подготовку диссертации по теме «Очерки творчества Ю.Шапорина», которую защитил в 1956 году.
Скончался 20 августа 1996 года, похоронен в Москве на Востряковском кладбище.

## Карьера
В Москве одновременно с учёбой работал в Министерстве геологии, а также в Министерстве строительства в качестве художественного руководителя самодеятельности и духового оркестра (1948—1953 гг.).
Уже будучи аспирантом и членом бюро партийной организации теоретико-композиторского факультета и секретарем партийной организации Московской Консерватории, ответственным руководителем политчаса, проявлял организаторские способности и стал выполнять поручения вышестоящих партийных организаций.
В конце 1956 г. был приглашен на постоянную работу в аппарат ЦК КПСС на должность инструктора отдела культуры.
В 1961 году стал вторым секретарем правления Союза композиторов СССР (по организационным вопросам), проработав в этой должности до 1980 г. Тесно работал на протяжении многих лет с Хренниковым Тихоном Николаевичем.
Несмотря на активную работу в Союзе композиторов, был также композитором, являясь автором множества песен и произведений для фортепиано, флейты, гитары, виолончели, аккордеона, баяна.

## Творчество

### Песни
- «Самокрутка» (сл. А. Щукин, 1944)
- «Когда приходит весна» (сл. А. Щукин, 1946)
- «Русская береза» (сл. Б. Лихарев, 1951)
- «Сибирь трудовая» (сл. В. Малкова, 1952),
- «Над полями зорька светлая» (сл. В. Пухначева, 1954),
- «Славься, Россия» (сл. Турина, 1958),
- Песни на cл. сов. поэтов, в том числе Гимн Октябрю (сл. М. Вершинина, 1961),
- «Поле» (сл. А. Конюхова, 1962),
- «Дон-кихоты» (сл. Л. Завальнюка, 1963),
- «Я знаю так случится» (сл. Н. Олева, 1964),
- «Карнавальный вальс» (сл. Л. Куксо, 1964),
- «Весна-разлучница» (сл. В. Татаринова, 1964, в сборнике «Гармонь певучая» Вып.5),
- «Я от радости пою» (сл. М. Пляцковского, 1965),
- «Песенка о трубаче» (сл. С. Крылова, 1965).
- «Жду» (сл. Л. Куксо, исп. Мария Лукач, 1967;
- «Русская красавица, Москва» (сл. В. Лазарева, 1967),
- «От тебя до меня» (cл. Н. Олева, исп. Майя Кристалинская, 1967),
- «Собравшись в путь» (cл. Н. Олева, 1968),
- «Дорога» (сл. О. Гаджикасимова, 1969),
- «Кто Вы, доктор Зорге» (сл. М. Вершинина, 1969),
- «Гоняют мяч мальчишки во дворе» (сл. Л. Куксо, 1970)
- «Если б юность вернуть» (сл. И. Шаферан, исп. И. Кобзон, 1973)
- «Магистраль» (сл. М. Рейтман, исп. Ю. Зыков, 1977)
- Музыкальная комедия а 3-х д. (клавир, либретто Л. Куксо) «Крымские каникулы» (совм. с Е. Птичкиным. — М.: Сов. композитор, 1974. — 189 с.
- «Буденовские кони» (сл. В. Дагурова, 1974),
- «Наша молодость» (сл. В. Лазарева, 1975),
- Песни: для пения (соло, дуэт) в сопровождении ф.-п. (баяна): с биогр. справкой. — М. : Сов. композитор, 1969. — 44 с.
- «Саня Травкин, Ваня Птичкин и Георгий Удалов» (сл. М. Хотимского, 1977), «Аты-Баты» (сл. Г. Безруковой, 1977),
- «Реченьки-речушки» (сл. М. Рейтмана, 1977),
- «Видимо так и положено» (сл. М. Андронова, 1977),
- «Старое кино» (сл. И, Вакса, 1977), Родниковою водицей (сл. Т. Сергеевой, 1977),
- «Это ветер виноват» (1977),
- «Зря я парня мучила» (1977),
- «Мое поколение» (1978),
- «Есть особые слова» (все на cл. В. Татаринова, 1978),
- «Служитель маяка» (сл. М. Рейтмана, 1978),
- «Жизнь прожить» (сл. М. Вершинина, 1978),
- «Вальс на зелёной траве» (сл. Н. Олева, 1978),
- «Сватовство» (cл. Н. Олева, 1978),
- «Нечерноземье» (сл. М. Рейтмана, 1979),
- «Песня о Кузбассе» (сл. В. Малкова, 1979),
- «Наша любовь» (сл. В. Татаринов, 1979),
- «Я иду искать» (cл. В. Татаринов, 1979),
- «Уходили в море» (сл. М. Рейтмана, 1979),
- «В синий вечер» (сл. М. Вершинина, 1979),

### Для инструментов
- Новелла для фортепиано (1947),
- Рондо для фортепиано (1947) ,
- Сонатина: I (1948),
- Три пьесы: для баяна (1965),
- Сонатина (для трубы и ф-п., 1966),
- Соната (для виолончели, флейты, гитары, 1970),
- «Пою тебя, Родина». Пьесы для фортепиано. — М.: Сов. композитор, 1971,
- В во поле верба: Фортепианные пьесы для юношества. — М.: Сов. композитор, 1972,
- «Скоморошина»: пьесы из детского альбома. В Альбоме фортепианных миниатюр советских композиторов (пьеса для ф.-п., 1979),
- Три композиции для аккордеона (1975),
- Сонатина для гитары, гобоя и английского рожка (1979),
- Сонатина II (1979),
- Альбом для юношества (для фортепиано, 1980),
- Квартет: Для 2-х скрипок, альта и виолончели. — М. : Музыка, 1981. — 23 с.

### Для оркестра и ансамбля
- «Веселый ритм» (исп. А. Селивачев (вибрафон) и ансамбль электромузыкальных инструментов, 1969),
- «На прогулке». Пьеса для ансамбля электромузыкальных инструментов (1973).

### Песни для детского хора
- «Вкусные загадки» (сл. П. Синявский, 1982),
- «Ежонок» (сл. П. Синявский, 1982),
- «Морской закон» (сл. П. Синявский, 1982),
- «Помогите бегемоту» (сл. П. Синявский, 1982),
- «Ребячий генерал» (сл. П. Синявский, 1982),
- «Рыбалка» (сл. П. Синявский, 1982),
- «Солнечный домик» (сл. О. Радугина, 1981).

### Переложения
- Песни зарубежной эстрады. Вып. 2. Поет Шарль Азнавур / Сост. С. Михайлова; Перелож. П. Савинцева: Для фп. (аккордеона, гитары). — М.: Сов. композитор, 1987. — 64 с.